# Большие Барановы
Большие Барановы — деревня в Юрьянском районе Кировской области в составе Великорецкого сельского поселения.

## География
Находится на расстоянии примерно 20 километров на юго-запад от районного центра поселка Юрья.

## История
Известна с 1678 года, когда здесь (тогда деревня Сенки Киселева) было учтено 2 двора, в 1764 было уже 28 жителей. В 1873 году учтено дворов 7 и жителей 50, в 1905 8 и 61, в 1926 13 и 82, в 1950 16 и 66 соответственно, в 1989 году 19 жителей.

## Население
Постоянное население составляло 10 человек (русские 100 %) в 2002 году, 7 в 2010.